# Le Chant de la Louisiane
Pour plus de détails, voir Fiche technique et Distribution.
Le Chant de la Louisiane (The Toast of New Orleans) est un film musical américain réalisé par Norman Taurog, sorti en 1950.

## Synopsis
Au début du XXe siècle, un pêcheur de Louisiane se bat pour devenir chanteur d'opéra.

## Fiche technique
- Titre original : The Toast of New Orleans
- Titre : Le Chant de la Louisiane
- Réalisation : Norman Taurog
- Scénario : Sy Gomberg et George Wells
- Direction artistique : Daniel B. Cathcart et Cedric Gibbons
- Décors : Edwin B. Willis
- Costumes : Walter Plunkett et Helen Rose
- Photographie : William E. Snyder
- Son : Douglas Shearer
- Montage : Gene Ruggiero
- Musique : Albert Sendrey et George Stoll (non crédités)
- Chorégraphie : Eugene Loring
- Production : Joe Pasternak
- Société de production : Metro-Goldwyn-Mayer
- Société de distribution : Loew's Inc.
- Pays de production :  États-Unis
- Langue originale : anglais
- Format : couleur (Technicolor) — 35 mm — 1,37:1 — Son Mono (Western Electric Sound System)
- Genre : Film musical, drame et romance
- Durée : 97 minutes
- Dates de sortie : 
  - États-Unis : 24 août 1950
  - France : 26 septembre 1952

## Distribution

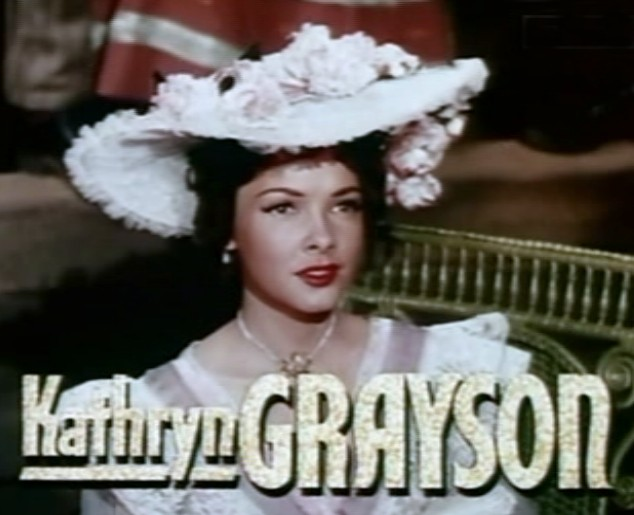
Kathryn Grayson.

- Kathryn Grayson : Suzette Micheline
- Mario Lanza : Pepe Abellard Duvalle
- David Niven : Jacques Riboudeaux
- J. Carrol Naish : Nicky Duvalle
- James Mitchell : Pierre
- Richard Hageman : Maestro P. Trellini
- Clinton Sundberg : Oscar
- Sig Arno : Le maire
- Rita Moreno : Tina
- Romo Vincent : Manuelo

Acteurs non crédités
- Leon Belasco : Le chef d'orchestre du Dominique
- Marietta Canty : Angelique
- George Davis : Comparse du maire
- Robert Emmett Keane : Membre du Conseil d'administration de l'opéra
- Larry Steers : Patron de restaurant

## Chansons du film
- "O luce di quest'anima", extrait de l'opéra semiseria Linda di Chamounix de Gaetano Donizetti, livret de Gaetano Rossi
- "Je suis Titania", extrait de l'opéra Mignon d'Ambroise Thomas, livret de Jules Barbier et Michel Carré
- "Là ci darem la mano", extrait de l'opéra Don Giovanni de Wolfgang Amadeus Mozart, livret de Lorenzo da Ponte
- "Brindisi" et "Libiamo ne'lieti callici", extraits de l'opéra La traviata de Giuseppe Verdi, livret de Francesco Maria Piave
- "La fleur que tu m'avais jetée", extrait de l'opéra Carmen de Georges Bizet, livret de Henri Meilhac et Ludovic Halévy
- "Vogliatemi bene", extrait de l'opéra Madame Butterfly de Giacomo Puccini, livret de Giuseppe Giacosa et Luigi Illica
- "M'appari", extrait de l'opéra Martha de Friedrich von Flotow, livret de Friedrich Wilhelm Riese
- "The Toast of New Orleans", "Be My Love", "The Tina-lina", "Boom Biddy Boom Boom", "I'll Never Love You" et "Bayou Lullaby" : musique de Nicholas Brodszky, lyrics de Sammy Cahn

## Distinctions
- Oscars 1951 : nomination de Nicholas Brodszky et Sammy Cahn pour l'Oscar de la meilleure chanson originale pour "Be My Love"

## Galerie

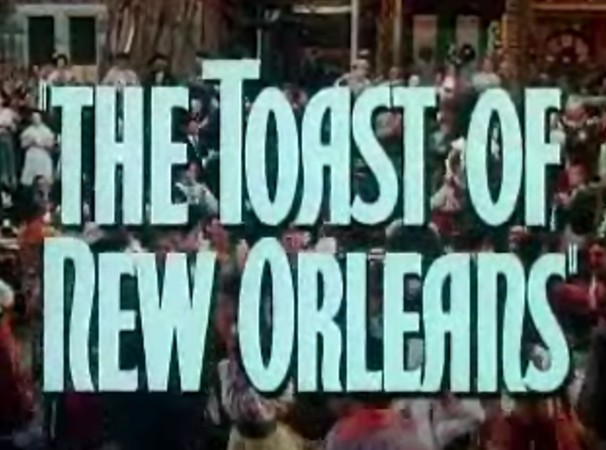
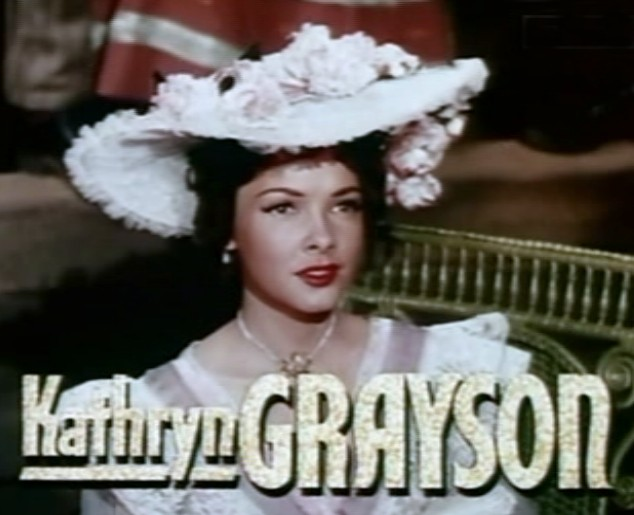
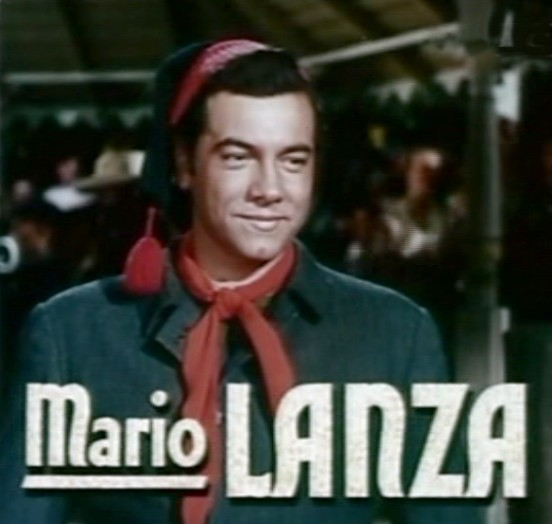
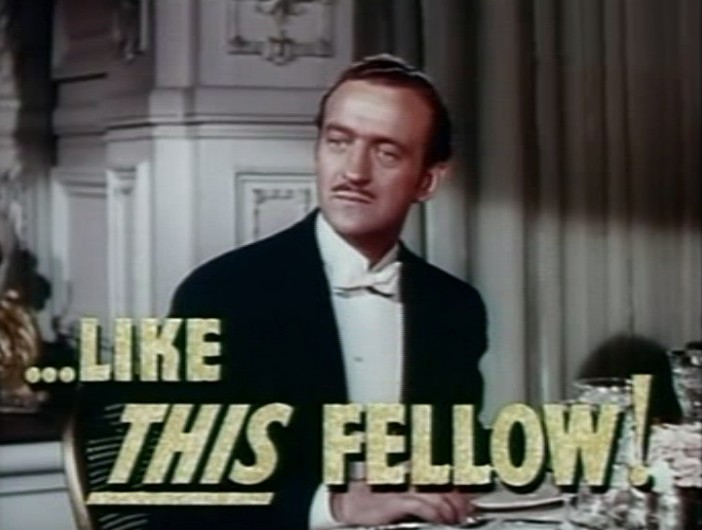
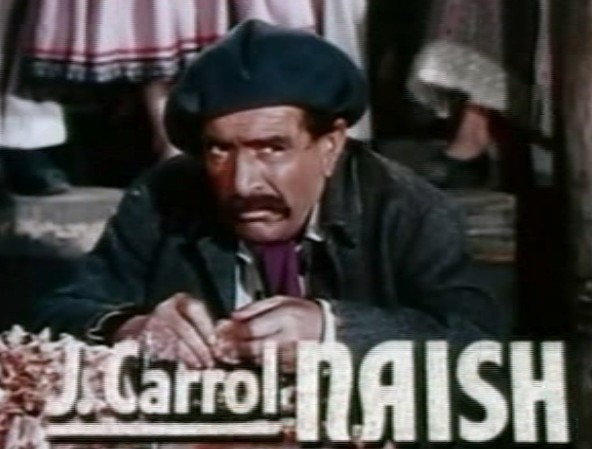